# Discipline Global Mobile
Discipline Global Mobile (також DGM або Discipline GM) — незалежний лейбл звукозапису, заснований у 1992 році Робертом Фріппом (найбільше відомим як гітарист і головний композитор гурту King Crimson) та продюсером і розробником онлайн-контенту Девідом Сінглтоном. DGM випускає сольну музику Фріппа, а також музику близьких до музикантів і гуртів, до яких він має стосунок, — зокрема, King Crimson, The Vicar, California Guitar Trio та інших. Офіси лейблу розташовані у Солсбері (Велика Британія) та Лос-Анджелесі (Каліфорнія).
За словами Фріппа, DGM прагне бути «зразком етичного бізнесу в індустрії, заснованій на експлуатації, змащеній обманом, пронизаній крадіжками і підживлюваній жадібністю». Згідно з політикою лейблу, музиканти, з якими він співпрацює, зберігають усі авторські права; навіть корпоративний логотип DGM належить дизайнерові, який його розробив. Лейбл був одним із перших, хто почав використовувати систему цифрового завантаження. Цілі DGM були визнані «зразковими», і лейблу приписують розширення «можливостей експериментальної музики» та покращення середовища для King Crimson.
Назва лейблу DGM походить від назви альбому Discipline, випущеного King Crimson у 1981 році, і від назви попередньої звукозаписної компанії Сінглтона (The Mobile). Логотип лейблу також частково відтворює обкладинку альбому Discipline, але з новим, трохи іншим візерунком, замовленим у художника Стіва Болла (Steve Ball).

## Заснування та цілі бізнесу

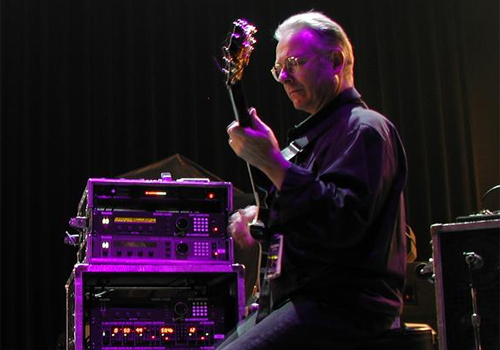
Засновник Discipline Global Mobile Роберт Фріпп назвав музику «індустрією, заснованою на експлуатації, змащеною олією обману, пронизаною крадіжками і підживлюваною жадібністю».

Роберт Фріпп, професійний музикант із середини 1960-х, а з 1969 року гітарист гурту King Crimson, наприкінці 1980-х увійшов у конфлікт із лейблом E.G. Records, з яким уже давно співпрацював, та його керівною компанією E.G. Management через гонорари, які E.G., як він стверджував, заборгувала йому та іншим учасникам гурту. У цей період Фріпп познайомився і почав співпрацю з продюсером та інтернет-розробником Девідом Сінглтоном — спочатку під час туру Guitar Craft у 1990 році, а згодом у процесі роботи над створенням двох альбомів — Show of Hands (1991) гурту League of Crafty Guitarists та Sunday All Over the World, у якому грав він сам, його дружина Тоя Вілкокс та Трей Ганн (цей альбом вийшов у 1991 році під назвою Kneeling at the Shrine). Продюсерське партнерство Фріппа і Сінглтона було закріплено роботою над двома бокс-сетами King Crimson, Frame by Frame (1991) і The Great Deceiver (1992)? і триває донині під назвою TonProb.
Через сім років Фріпп та E.G. Records досягли мирової угоди, але набутий неприємний досвід переконав Фріппа, що свою роботу й фінансові справи потрібно контролювати власноруч завжди, коли це можливо. З огляду на це у 1992 році він у партнерстві із Девідом Сінглтоном заснував Discipline Global Mobile (DGM) як незалежний музичний лейбл, поділивши частки у співвідношенні п'ятдесят на п'ятдесят.
Заява про місію DGM складається з п'яти «бізнес-цілей DGM»:
- «Перша мета DGM — сприяти принесенню у світ музики, яка навряд чи змогла б досягти його в інший спосіб або перебуває в умовах, коли їй та/або музикантам завдається шкода»[18].
- «Друга мета DGM — працювати на ринку, але водночас бути вільними від цінностей цього ринку».
- «Третя мета DGM — допомагати артистам і співробітникам DGM досягати того, чого вони самі бажають для себе».
- «Четверта мета DGM — знайти свою аудиторію».
- «П'ята мета DGM — бути зразком етичного бізнесу в індустрії, заснованій на експлуатації, змащеній маслом обману, пронизаній крадіжками і підживлюваній жадібністю»[18][19][14][20].

Білл Мартін (Bill Martin) назвав ці цілі були «зразковими» — він писав, що «Фріпп зробив дещо дуже важливе для розвитку експериментальної музики», створивши DGM, і що DGM «зіграла головну роль у створенні сприятливих умов» для King Crimson.

Щонайменше з початку 1960-х років звукозаписна індустрія вимагала від музикантів передавати авторські та немайнові права на обкладинки, музику та тексти своїх творів. DGM відкидає цю практику і з моменту свого заснування у 1992 році дотримується політики, згідно з якою музиканти зберігають авторські й немайнові права на свої роботи, незалежно від того, якими є їхні твори — музичними чи візуальними. Роберт Фріпп щодо цього писав:
Усупереч загальноприйнятій практиці в індустрії звукозапису, Discipline Global Mobile керує фонографічними авторськими правами на ці виступи від імені артистів, з якими вона співпрацює. Discipline не визнає жодних підстав для артистів передавати авторські права на свої роботи звукозаписній компанії або менеджменту в силу «загальноприйнятої практики», яка завжди була сумнівною, часто неналежною, а тепер не має виправдання.
Цей підхід застосовано навіть до вузликового логотипа DGM, авторські права на який належать не компанії, а дизайнеру, який його створив, — Стіву Боллу (Steve Ball).

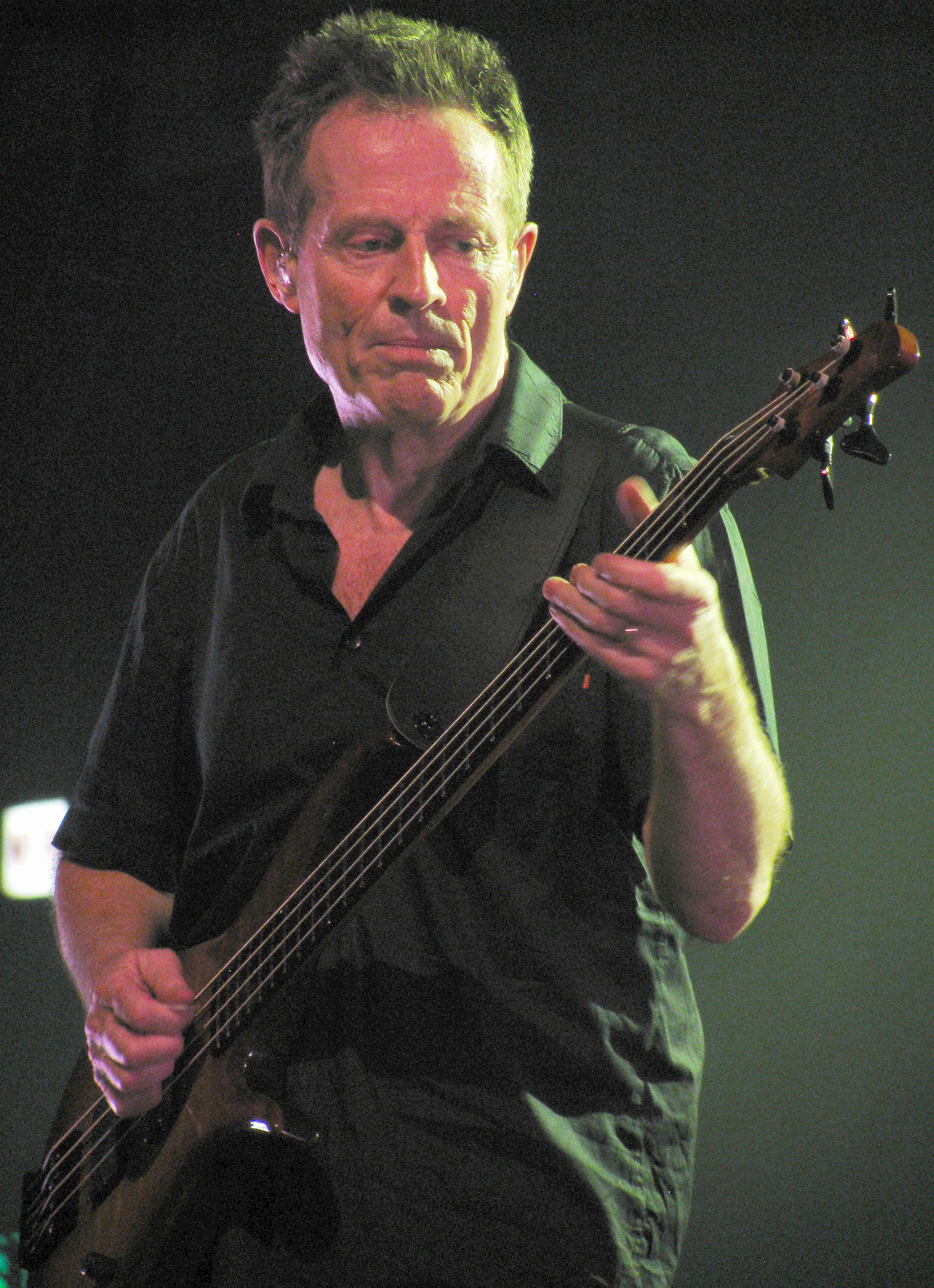
Колишній бас-гітарист гурту Led Zeppelin Джон Пол Джонс записував альбоми з DGM, навіть не підписуючи контракт: він заявляв, що його стосунки з лейблом «засновані на чистій довірі».

DGM не вимагає від своїх артистів підписання письмових контрактів. Колишній басист гурту Led Zeppelin Джон Пол Джонс сказав:
Це чиста довіра. Тут небезпека є з обох боків: я можу випустити успішний альбом і просто підписати контракт з мейджором, а вони можуть вирішити не платити мені.
Джонс пояснив, що він звик працювати в умовах, коли стосунки між людьми визначаються «старомодними словами» довіра й чесність, адже Led Zeppelin навіть не мав контракту зі своїм менеджером Пітером Грантом.
Інший гурт DGM, альтернативний рок-гурт The Rosenbergs, вирішив співпрацювати з лейблом після конфлікту зі своїм попереднім лейблом Universal Records, який навіть вимагав контролю над доменним ім'ям гурту: DGM же, навпаки, заохочував гурт зберігати контроль над своїми майстер-записами, а також забезпечив їх коштами на гастролі та просування альбому.
DGM виплачує роялті за ставкою, вищою за традиційну, про що було оголошено під час запуску DGM. Своєю чергою, артисти DGM самі відповідають за просування своїх альбомів шляхом концертних турів та інтерв'ю.

## Музиканти та дискографія

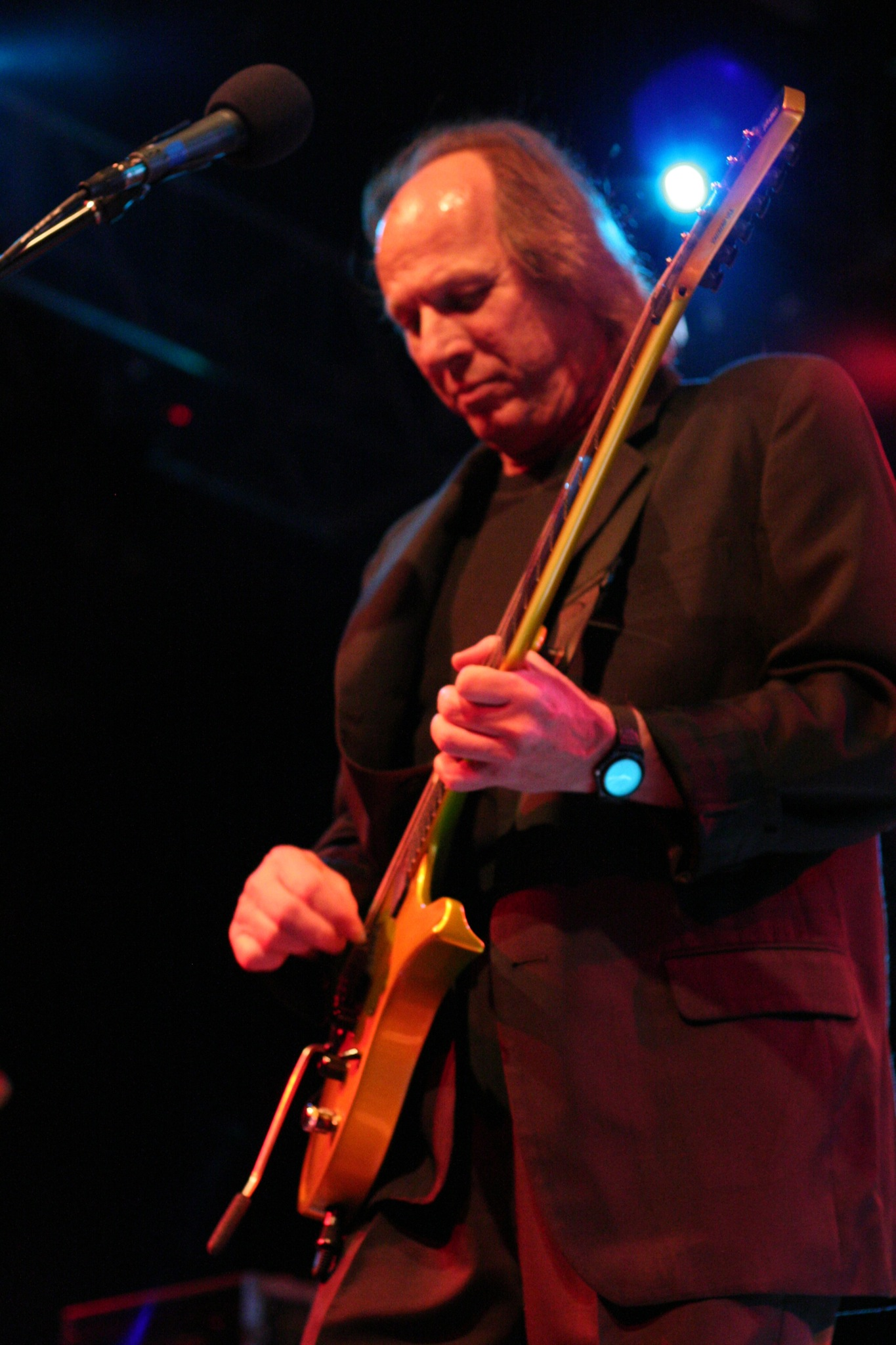
Гітарист King Crimson Адріан Белью записав кілька альбомів з лейблом DGM.

Discipline Global Mobile спеціалізується на артроку, прогресивному року, джазі, кросовері та різноманітній експериментальній музиці. Лейбл випускав також записи лютневої музики епохи Ренесансну та мейнстрімного альтернативного року. DGM випустив понад сотню записів King Crimson, зокрема відновлені альбоми з бонус-треками та DVD з архівними записами. Окрім записів King Crimson, DGM випускає також різноманітні проєкти Роберта Фріппа та The Vicar (авторський проєкт Девіда Сінглтона). Раніше лейбл випускав музику різних гуртів, пов'язаних з Фріппом: The League of Crafty Guitarists, Les Gauchos Allemagnes, California Guitar Trio та Robert Fripp String Quartet (усі вони виникли завдяки або пов'язані з курсами гітарної майстерності Guitar Craft Фріппа).

### Музиканти, які співпрацюють із DGM нині або співпрацювали недавно
- King Crimson (понад 100 релізів архівних матеріалів та додаткових релізів поза випусками з великими лейблами)
- The ProjeKcts (підгурти King Crimson)
- Роберт Фріпп (сольні альбоми, записи Soundscape)
- Fripp & Eno[en]
- The Vicar
- Девід Сильвіан і Роберт Фріпп (перевидання)
- Jakszyk, Fripp & Collins[38]

### Музиканти, які співпрацювали з DGM раніше
- BPM&M
- Bruford Levin Upper Extremities[en]
- California Guitar Trio
- Earthworks[en] Білла Бруфорда
- Europa String Choir[en]
- Gitbox
- Robert Fripp String Quintet
- Los Gauchos Alemanes
- Mr McFall's Chamber
- Opus 20
- Хуан Карлос Куїнтеро (Juan Carlos Quintero)
- The Rosenbergs
- Ten Seconds
- Адріан Белью
- Білл Бруфорд (з Ральфом Таунером[en] та Едді Гомесом[en])
- Трей Ганн
- Пітер Геммілл[en]
- Стів Генкофф (Steve Hancoff)
- Джейкоб Герінгмен (Jacob Heringman)
- Тоні Джебал (Tony Geballe)
- Джон Пол Джонс
- Тоні Левін
- Білл Нельсон

## Замовлення поштою та онлайн-послуги
Згідно з профілем 1998 року в журналі Billboard, сім співробітників Discipline Global Mobile працювали у Солсбері, Англія, і ще три — у Лос-Анджелесі, Каліфорнія. DGM «фактично розміщується в похмурій потинькованій будівлі в селі неподалік Солсбері, на південному заході Англії».
Менеджер лейблу повідомив, що країною з найбільшим ринком збуту була Японія: на замовлення поштою в ній припадало лише 10 % продажу, але вони давали 50 % прибутку. У 1998 році продукцію DGM розповсюджувала в Японії компанія Pony Canyon, у Великій Британії — Pinnacle, у США — Rykodisc. Окрім послуг із замовлення музики поштою, DGM пропонувала також звукові семпли. Стосунки між музикантами та їхніми фанами зміцнювала можливість безкоштовного завантаження з DGM.

У 2012 році сайт DGM вітав своїх відвідувачів таким повідомленням:
Мета DGM — об'єднувати музику, музиканта й аудиторію так, щоб підтримувати силу музики, сумлінність музиканта та потреби аудиторії. DGM Live пропонує для завантаження музику, фотографії, архіви щоденників та коментарями слухачів для перегляду.
У 2009 році успішний перехід DGM до епохи цифрової дистрибуції назвали «унікальним» для музичних лейблів. Цей успіх пояснювався тим, що DGM надавала слухачам легальні високоякісні записи концертів — це ефективно псувало мережі дистрибуції неліцензійних записів («бутлегів») концертів.
DGM публікує онлайн-щоденники Роберта Фріппа та Девіда Сінглтона. Форум модерується і дає шанувальникам змогу ставити запитання або залишати коментарі. Разом щоденники і фан-форум відображають відкладені діалоги, у яких музиканти та їхні шанувальники обговорюють записи в щоденниках і повідомлення на форумі. Публічний щоденник Фріппа сприяв активності й обізнаності його читачів.

### Конфлікт із Grooveshark
Записи в онлайн-щоденнику Фріппа стали предметом міжнародної дискусії після публікації документів суперечки з онлайн-дистриб'ютором музики Grooveshark. Фріпп і Сінглтон скаржилися на те, що Grooveshark продовжував поширювати їхню музику навіть після неодноразових сповіщень про видалення та інших скарг. Листування з Grooveshark було опубліковане Digital Music News і в щоденнику DGM. Листування Фріппа з Grooveshark було додано до позову Universal Music Group (UMG) проти Grooveshark, поданого в листопаді 2011 року. UMG посилалася на внутрішні документи, які свідчили, що працівники Grooveshark завантажили тисячі нелегальних копій записів, що належать UMG.